# Ранко Остоїч
Ра́нко О́стоїч (хорв. Ranko Ostojić) — хорватський політик, правник, колишній заступник прем'єр-міністра та міністр внутрішніх справ Республіки Хорватії.

## Освіта і досвід роботи
Свою першу вищу освіту Остоїч здобув у рідному місті, закінчивши в 1988 році юридичний факультет Сплітського університету. Також здобував освіту в Норвегії і Сполучених Штатах. У біографії, оприлюдненій два роки тому з приводу висунення його кандидатури на посаду голови міста Спліт, Остоїч заявив, що почав працювати ще в школі, здебільшого чорноробом, та що його перша серйозна робота була на сплітському яхтовому причалі, де він у 1988 році працював продавцем. Після повернення з фронту Ранко відкрив невеличку крамницю, але в 1995-му, як він каже, в нього вкрали три тонни тріски, і торговельну точку довелося закрити. Деякий час він був безробітним, а потім як співробітник Червоного Хреста виїхав у Книн.

## Політична діяльність
З 1990 по 1992 рік Остоїч був депутатом Сплітської міської ради. У 1996–1997 роках працював у складі Міжнародного Червоного Хреста в районі Книна, а в 1997–2000 роках працював у виконавчій владі Спліта завідувачем відділу управління ресурсами міста. Після того вступає на посаду начальника міського управління поліції Спліта, а в 2001 році призначається начальником Головного управління поліції Хорватії. Цю посаду обіймає по січень 2004 року. Починаючи з 2005 року до початку серпня 2007 року був членом правління газети Slobodna Dalmacija, а потім директором з інвестицій і будівництва комплексу цього щоденного періодичного видання у селі Дугополє за 15 км від Спліта.
У 6-му скликанні парламенту Хорватії (2007–2011 рр.) був депутатом від СДП, до якої вступив у 1990 році. Був головою комітету з внутрішньої політики та національної безпеки , членом трьох комітетів: з питань законодавства, ветеранів війни та міжпарламентського співробітництва, а також парламентської делегації до Асамблеї Західноєвропейського союзу. На ХІ з'їзді СДП у травні 2008 року його було обрано членом Президії партії.
У 2008 році Остоїч входив до складу делегації СДП, яка відвідала місце Бляйбурзької трагедії.

## Особисте життя
Був добровольцем під час Вітчизняної війни 1991–1995 рр., володар пам'ятної медалі. Багаторічний член Хорватської асоціації скаутів, займається водним поло і лижами. Говорить англійською і норвезькою мовами. Одружений, його дружина Ана — професор математики. Має двох синів Бруно і Ловро.